# Anelytropsis papillosus
Genre
Espèce
Statut de conservation UICN

 LC  : Préoccupation mineure
Anelytropsis papillosus, unique représentant du genre Anelytropsis, est une espèce de sauriens de la famille des Dibamidae. 

## Répartition
Cette espèce est endémique du nord-est du  Mexique. Elle se rencontre au Veracruz, au San Luis Potosí et au Querétaro. Elle vit dans les broussailles et les forêts sèches des hauts plateaux.

## Description
Ce lézard mène une vie de fouisseur, il peut atteindre 25 cm et est brun-marron. Les femelles ne possèdent pas de pattes et les mâles présentent des vestiges atrophiés.
Il a la particularité d'être aveugle, les yeux étant recouverts d'écailles non transparentes.

## Publication originale
- Cope, 1885 : A contribution to the herpetology of Mexico. Proceedings of the American Philosophical Society, vol. 22, p. 379-404 (texte intégral).